# Psephellus mucronifer
Psephellus mucronifer là một loài thực vật có hoa trong họ Cúc. Loài này được (DC.) Wagenitz mô tả khoa học đầu tiên năm 2000.